# 2010-es U19-es labdarúgó-Európa-bajnokság
A 2010-es U19-es labdarúgó-Európa-bajnokság az UEFA által szervezett kilencedik U19-es labdarúgó-Európa-bajnokság, melynek döntőjét Franciaországban rendezték 2010. július 18. és július 30. között. A jelenlegi címvédő Ukrajna volt, amely megnyerte a házigazdaként megrendezett 2009-es U19-es labdarúgó-Európa-bajnokságot, viszont nem lett résztvevője a 2010-es kontinensviadalnak.
Az Európa-bajnokság egyben selejtező is volt, mivel az első 6 helyezett válogatott kijutott a 2011-es U20-as labdarúgó-világbajnokságra.

## Selejtezők
A selejtezők két lépcsőben történtek:
A végső döntőt selejtezők előzték meg, melyek két lépcsőben történtek: a selejtezők és az elit kör. A fordulók során 52 nemzet válogatottja versengett, hogy a hét továbbjutó csapat egyike legyen. Így alakult ki a házigazdával együtt a döntő nyolc csapata. 
A selejtezőket 2009. szeptember 1-jétől november 30-áig játszották. Az 52 csapatot 13 darab négycsapatos csoportra osztották, ahol mini-tornák keretében játszottak egymás között. A csoportok első két helyezettje és a legjobb két harmadik jutott tovább az elit körbe. Az elitkör selejtezőit 2010. március 1. és május 31. között rendezték.

## Résztvevők
| - Anglia - Ausztria - Franciaország - Horvátország | - Hollandia - Olaszország - Spanyolország - Portugália |

## Csoportkör
| Legend                                                |
| ----------------------------------------------------- |
| Továbbjutott az elődöntőbe és a 2011-es U20-as VB-re. |
| Kijutott 2011-es U20-as VB-re.                        |

### A csoport
| Csapat        | M | Gy | D | V | Rg | Kg | Gk | P |
| ------------- | - | -- | - | - | -- | -- | -- | - |
| Franciaország | 3 | 2  | 1 | 0 | 10 | 2  | +8 | 6 |
| Anglia        | 3 | 1  | 1 | 1 | 4  | 4  | 0  | 3 |
| Ausztria      | 3 | 1  | 0 | 2 | 3  | 8  | –5 | 3 |
| Hollandia     | 3 | 1  | 0 | 2 | 2  | 5  | –3 | 3 |

| 2010. július 18. 18:00 (CET+2) | Ausztria              | 2 – 3               | Anglia                    | Stade du Hazé, Flers Játékvezető: Markus Strömbergsson (svéd) |
| 2010. július 18. 18:00 (CET+2) | Alaba 52' Trauner 74' | (0 – 2) Jegyzőkönyv | Nouble 14' 29' Cruise 55' | Stade du Hazé, Flers Játékvezető: Markus Strömbergsson (svéd) |

| 2010. július 18. 20:00 (CET+2) | Franciaország                                 | 4 – 1               | Hollandia  | Stade Michel d'Ornano, Caen Játékvezető: Vladislav Bezborodov (orosz) |
| 2010. július 18. 20:00 (CET+2) | Kakuta 20' Bakambu 37' 90+3' Indi 84' (öngól) | (2 – 0) Jegyzőkönyv | Cabral 55' | Stade Michel d'Ornano, Caen Játékvezető: Vladislav Bezborodov (orosz) |

| 2010. július 21. 18:00 (CET+2) | Franciaország                                 | 5 – 0               | Ausztria | Stade du Hazé, Flers Játékvezető: Alan Black (Északír) |
| 2010. július 21. 18:00 (CET+2) | Griezmann 19' 73' Lacazette 66' 83' Reale 80' | (1 – 0) Jegyzőkönyv |          | Stade du Hazé, Flers Játékvezető: Alan Black (Északír) |

| 2010. július 21. 18:00 (CET+2) | Hollandia   | 1 – 0               | Anglia | Stade Henry Janne, Bayeux Játékvezető: Gediminas Mazeika (litván) |
| 2010. július 21. 18:00 (CET+2) | Berghuis 6' | (1 – 0) Jegyzőkönyv |        | Stade Henry Janne, Bayeux Játékvezető: Gediminas Mazeika (litván) |

| 2010. július 24. 18:00 (CET+2) | Anglia         | 1 – 1               | Franciaország | Stade Louis Villemer, Saint-Lo Játékvezető: Stephan Studer (svájci) |
| 2010. július 24. 18:00 (CET+2) | Phillips 90+3' | (0 – 0) Jegyzőkönyv | Tafer 56'     | Stade Louis Villemer, Saint-Lo Játékvezető: Stephan Studer (svájci) |

| 2010. július 24. 18:00 (CET+2) | Hollandia  | 0 – 1               | Ausztria                | Stade Michel Farré, Mondeville Játékvezető: Matej Jug (szlovén) |
| 2010. július 24. 18:00 (CET+2) | Bacuna 80′ | (0 – 0) Jegyzőkönyv | Djuricin 87' (11-esből) | Stade Michel Farré, Mondeville Játékvezető: Matej Jug (szlovén) |

### B csoport
| Csapat        | M | Gy | D | V | Rg | Kg | Gk | P |
| ------------- | - | -- | - | - | -- | -- | -- | - |
| Spanyolország | 3 | 3  | 0 | 0 | 7  | 2  | +5 | 9 |
| Horvátország  | 3 | 1  | 1 | 1 | 6  | 2  | +4 | 4 |
| Portugália    | 3 | 1  | 0 | 2 | 3  | 7  | –4 | 3 |
| Olaszország   | 3 | 0  | 1 | 2 | 0  | 5  | –5 | 1 |

| 2010. július 18. 16:00 (CET+2) | Horvátország     | 1 – 2               | Spanyolország        | Stade Henry Janne, Bayeux Játékvezető: Alan Black (Északír) |
| 2010. július 18. 16:00 (CET+2) | Andrijašević 42' | (1 – 0) Jegyzőkönyv | Thiago 53' Rodri 64' | Stade Henry Janne, Bayeux Játékvezető: Alan Black (Északír) |

| 2010. július 18. 16:00 (CET+2) | Olaszország        | 0 – 2               | Portugália                      | Stade Michel Farré, Mondeville Játékvezető: Gediminas Mazeika (litván) |
| 2010. július 18. 16:00 (CET+2) | D'Alessandro 90+2′ | (0 – 0) Jegyzőkönyv | N. Oliveira 51' S. Oliveira 63' | Stade Michel Farré, Mondeville Játékvezető: Gediminas Mazeika (litván) |

| 2010. július 21. 15:00 (CET+2) | Spanyolország   | 2 – 1               | Portugália | Stade du Hazé, Flers Játékvezető: Matej Jug (szlovén) |
| 2010. július 21. 15:00 (CET+2) | Pacheco 12' 88' | (1 – 0) Jegyzőkönyv | Pinto 78'  | Stade du Hazé, Flers Játékvezető: Matej Jug (szlovén) |

| 2010. július 21. 16:00 (CET+2) | Horvátország | 0 – 0       | Olaszország         | Stade Henry Janne, Bayeux Játékvezető: Stephan Studer (svájci) |
| 2010. július 21. 16:00 (CET+2) |              | Jegyzőkönyv | Albertazzi 58′, 59′ | Stade Henry Janne, Bayeux Játékvezető: Stephan Studer (svájci) |

| 2010. július 24. 16:00 (CET+2) | Portugália | 0 – 5               | Horvátország                                            | Stade Louis Villemer, Saint-Lo Játékvezető: Markus Strömbergsson (svéd) |
| 2010. július 24. 16:00 (CET+2) |            | (0 – 3) Jegyzőkönyv | Andrijašević 19' Pamić 25' 37' 69' Kelić 54′ Ozobić 67' | Stade Louis Villemer, Saint-Lo Játékvezető: Markus Strömbergsson (svéd) |

| 2010. július 24. 16:00 (CET+2) | Spanyolország                                   | 3 – 0               | Olaszország | Stade Michel Farré, Mondeville Játékvezető: Vladislav Bezborodov (orosz) |
| 2010. július 24. 16:00 (CET+2) | Rochina 16' Pacheco 23' Ezequiel 57' (11-esből) | (2 – 0) Jegyzőkönyv |             | Stade Michel Farré, Mondeville Játékvezető: Vladislav Bezborodov (orosz) |

## Egyenes kieséses szakasz
|  |                       |               |               |                   |   |               |               |       |
|  | Elődöntők             | Elődöntők     | Elődöntők     |                   |   | Döntő         | Döntő         | Döntő |
|  | Elődöntők             | Elődöntők     | Elődöntők     |                   |   | Döntő         | Döntő         | Döntő |
|  | július 27. – Saint-Lô |               |               |                   |   |               |               |       |
|  |                       |               |               |                   |   |               |               |       |
|  | B1                    | Spanyolország | 3             |                   |   |               |               |       |
|  | B1                    | Spanyolország | 3             | július 30. – Caen |   |               |               |       |
|  | A2                    | Anglia        | 1             |                   |   |               |               |       |
|  | A2                    | Anglia        | 1             |                   |   | Spanyolország | Spanyolország | 1     |
|  | július 27. – Caen     |               |               |                   |   | Spanyolország | Spanyolország | 1     |
|  |                       |               | Franciaország | Franciaország     | 2 |               |               |       |
|  | A1                    | Franciaország | Franciaország | Franciaország     | 2 | 2             |               |       |
|  | A1                    | Franciaország |               |                   |   |               |               |       |
|  | B2                    | Horvátország  | 1             |                   |   |               |               |       |
|  | B2                    | Horvátország  | 1             |                   |   |               |               |       |
|  |                       |               |               |                   |   |               |               |       |

### Elődöntők
| 2010. július 27. 16:00 (CET+2) | Spanyolország                    | 3 – 1               | Anglia      | Stade Louis Villemer, Saint-Lô Játékvezető: Markus Strömbergsson (svéd) |
| 2010. július 27. 16:00 (CET+2) | Pacheco 12' Keko 34' Canales 57' | (2 – 1) Jegyzőkönyv | Bostock 37' | Stade Louis Villemer, Saint-Lô Játékvezető: Markus Strömbergsson (svéd) |

| 2010. július 27. 19:00 (CET+2) | Franciaország          | 2 – 1               | Horvátország | Stade Michel d'Ornano, Caen Játékvezető: Vladislav Bezborodov (orosz) |
| 2010. július 27. 19:00 (CET+2) | Kakuta 37' Bakambu 83' | (1 – 1) Jegyzőkönyv | Ademi 4'     | Stade Michel d'Ornano, Caen Játékvezető: Vladislav Bezborodov (orosz) |

### Döntő
| 2010. július 30. 19:00 (CET+2) | Spanyolország | 1 – 2               | Franciaország          | Stade Michel d'Ornano, Caen Játékvezető: Stephan Studer (svájci) |
| 2010. július 30. 19:00 (CET+2) | Rodrigo 18'   | (1 – 0) Jegyzőkönyv | Sunu 49' Lacazette 85' | Stade Michel d'Ornano, Caen Játékvezető: Stephan Studer (svájci) |

| 2010-es U19-es labdarúgó-Európa-bajnokság bajnoka: |
| -------------------------------------------------- |
| FRANCIAORSZÁG 7. cím                               |

## Gólszerzők
| 4 gólos - Daniel Pacheco 3 gólos - Cédric Bakambu - Alexandre Lacazette - Zvonko Pamić 2 gólos - Frank Nouble - Antoine Griezmann - Gaël Kakuta - Franko Andrijašević - Rodri | 1 gólos - Matt Phillips - Thomas Cruise - John Bostock - David Alaba - Gernot Trauner - Marco Djuricin - Filip Ozobić - Arijan Ademi - Enzo Reale - Yannis Tafer - Gilles Sunu | 1 gólos (folytatás) - Steven Berghuis - Jerson Cabral - Nélson Oliveira - Sérgio Oliveira - Ruben Pinto - Thiago Alcântara - Ezequiel Calvente - Sergio Canales - Keko - Rubén Rochina 1 öngólos - Bruno Martins Indi (Franciaország ellen) |